# Розвірчування

А — свердління; В — розточування; С — розвірчування; D — зенкерування; E, F — цекування (торцеве зенкування); G — зенкування; H — нарізання різі

Розвірчування — вид механічної обробки різанням, основний спосіб чистової обробки отворів діаметром до 300 мм. Розвірчуванню передує свердління, зенкерування, розточування. Розвірчування дозволяє обробляти циліндричні, конічні, східчасті отвори.
Розвірчування є основним способом чистової обробки отворів діаметром до 300 мм, якому передує свердління, зенкерування або розточування. Розвірчування дозволяє обробляти циліндричні, конічні, а також східчасті отвори.